# Purpuricenus bipartitus
Purpuricenus bipartitus är en skalbaggsart som beskrevs av Jordan 1897. Purpuricenus bipartitus ingår i släktet Purpuricenus och familjen långhorningar. Inga underarter finns listade i Catalogue of Life.